# José Emiro Palencia Álvarez
José Emiro Palencia Álvarez (Arauca, siglo XX) es un militar colombiano, quien se desempeñó como Gobernador de Arauca.

## Biografía
Nacido en Arauca, es egresado de la Escuela Militar de Cadetes General José María Córdova. Durante su carrera militar en el Ejército Nacional se desempeñó como Comandante del Batallón Bárbula de Puerto Boyacá (Boyacá), del Batallón Ayacucho en Manizales (Caldas) y del Grupo Operativo 7 de Cesar y sur de La Guajira.
Así mismo, fue Agregado militar en la Embajada de Colombia en Londres, ante Reino Unido, y subdirector operativo de la Defensa Civil Colombiana. También creó el Sistema Integrado de Seguridad para Caldas y en 1984 formó parte del Batallón Colombia No.3 de la Fuerza Multinacional de Observadores de Paz de las Naciones Unidas en el Sinaí (Egipto).
El 10 de octubre de 2002, tan solo tres meses después de haber retirado del Ejército Nacional, con el grado de Coronel, fue designado como Gobernador Encargado de Arauca por gobierno de Álvaro Uribe, en reemplazo de Carlos Eduardo Bernal Medina, quien ocupaba el cargo desde que la elección del Gobernador Héctor Federico Gallardo Lozano (Partido Liberal) fuera anulada por el Consejo de Estado. Originalmente, se realizarían elecciones extraordinarias para elegir nuevo Gobernador, pero el Gobierno Nacional las suspendió debido a la situación de desorden público.
Tan solo unos meses después, en el 23 de enero de 2003, renunció al cargo aduciendo razones familiares y de desorden público. En su reemplazo fue designado Óscar Garrido Muñoz López, del mismo partido que Gallardo Lozano. Finalmente, Muñoz López debería haber terminado el período constitucional de Gallardo, pero el Consejo de Estado anuló su designación.